# 格倫科 (路易斯安那州)
格倫科（英語：Glencoe）是位於美國路易斯安那州聖瑪麗堂區的一個普查規定居民點。

## 人口
根據2020年美國人口普查的數據，格倫科的面積為1.71平方千米，當中陸地面積為1.71平方千米，而水域面積為0.00平方千米。當地共有人口132人，而人口密度為每平方千米77.19人。